# Сувадь

Сувадь — река в России, протекает в основном в Нижегородской области (Городской округ город Выкса); на последних километрах течения образует границу с Владимирской областью. Устье реки находится в 1,8 км по левому берегу реки Верея. Длина реки составляет 30 км, площадь водосборного бассейна 91,9 км².

## География
Река начинается в ненаселённом заболоченном лесу в 18 км к юго-западу от города Выкса. В верхнем и среднем течении течёт на северо-запад, в нижнем течении выходит на обширную пойму Оки, где поворачивает на северо-восток и несколько километров течёт параллельно Оке на расстоянии 1-2 километра от неё. На этом участке протекает озёра Витерево и Каменище, фактически, являющиеся старицами Оки. Впадает в ещё одно такое озеро Колодливо, через которое незадолго до своего впадения в Оку протекает река Верея, поэтому Сувадь считается её притоком.

## Данные водного реестра
По данным государственного водного реестра России относится к Окскому бассейновому округу, водохозяйственный участок реки — Ока от впадения реки Мокша до впадения реки Тёша, речной подбассейн реки — бассейны притоков Оки от Мокши до впадения в Волгу. Речной бассейн реки — Ока.
По данным геоинформационной системы водохозяйственного районирования территории РФ, подготовленной Федеральным агентством водных ресурсов:
- Код водного объекта в государственном водном реестре — 09010300112110000030237
- Код по гидрологической изученности (ГИ) — 110003023
- Код бассейна — 09.01.03.001
- Номер тома по ГИ — 10
- Выпуск по ГИ — 0